# یاسوهیرو یاماشیتا
یاسوهیرو یاماشیتا (به ژاپنی: 山下 泰 裕) (زاده ۱ ژوئن ۱۹۵۷ در شهر یاماماتو استان کوماموتو) یکی از بزرگان جودو و از موفق‌ترین ورزشکاران ژاپنی در قرن بیستم می‌باشد. او در حال حاضر به عنوان مربی و مشاور برای سازمان‌های متعدد جودو، از جمله دانشگاه توکای، فدراسیون بین‌المللی جودو، و فدراسیون جودو ژاپن همکاری می‌کند. او از جودو رقابتی در ۱۹۸۵ ژوئن ۱۷ بعد از یک رکورد قابل توجه که در آن او موفق به کسب پنج مدال طلا در مسابقات بین‌المللی شد و با کسب ۲۰۳ پیروزی متوالی بازنشسته شد (با ۷ تساوی در میان). او از امپراتور ژاپن جایزه افتخار ملی ژاپن را دریافت کرد.
یاسوهیرو یاماشیتا جزء ۱۰ جودو کار برتر تاریخ جودو است و در این ۱۰ نفر رتبه دوم را بعد از کوسِی اینواوئه ژاپنی دارا می‌باشد.

## «رَشوان» افسانه‌ی مصری
در آغاز ، او یک «جودو»کار ممتاز بود که موفق به کسب چندین مقام در تورنمنت‌های مختلف گشت. در مسابقات قهرمانی آفریقا هم پیروز شد و در آن زمان رسانه‌ها به نوشتن دو سطر درباره او بسنده کردند: او قهرمانی را کسب کرد.
«راشوان» تا المپیک 1984 در «لس آنجلس»، نزد مردم مصر چندان شناخته شده نبود. تا اینکه در زمان برگزاری المپیک، «راشوان» مسابقات را یکی بعد از دیگری انجام داد و تمامی حریفان را درو کرد. همه متعجب شدند که «فرزند مصر» را در مسابقه نهایی {فینال} دیدند. و {ورزشکار} مصر{ی} برای اولین بار در تاریخْ در راه کسبِ مدال المپیک است... طلا یا نقره. روزنامه‌ها، رادیوها درباره‌اش می‌گفتند و تلویزیون هم قهرمان را تشویق می‌کردند ... با سرعتی باورنکردنی، همه مصری‌ها او را شناختند و مسابقه نهایی به صورت زنده پخش شد. و مردم مصر و عرب‌ها به تماشای مسابقه پرداختند و انتظار کسب مدال طلا را از قهرمانشان داشتند... گرچه حریف وی قهرمان مشهورِ جهان، از کشور ژاپن «یاماشیتا» بود ... اما ...
در ابتدای مسابقه هواداران متوجه اتفاق نادر و عجیبی شدند: راشوان بر حریف خود برتری داشت اما به پایش اصلاً ضربه‌ای وارد نساخت. و خودداری از انجام چنین حرکتی در مسابقه جودو، مایه تعجب است !!!
او چنین فرصتی را از دست داد !!! در این لحظه، تمام دنیا فریادهای مربّی «راشوان» را شنیدند که به او می‌گفت: « به پای چپش ضربه بزن!! ... پای چپش رو بزن!! و «مصر» را صاحب طلا کن.» اما در جواب «راشوان» از انجام این حرکت، امتناع کرد و حتی سعی نکرد تا از این طریق، امتیازی کسب کند. ژاپن طلا و مصر نقره را به دست آورد ...
البته ما به عنوان یک مخاطب به خاطر از دست دادن طلا بسیار ناراحت بودیم و برای ما غیرقابل درک بود که چرا «راشوان» با جدّیت بازی نکرده و حتی شادمان هم بود. و {ازهمه مهم‌تر} از پیروی از دستورات مربی خود امتناع ورزید !!!
در همان لحظه، به احترام قهرمان مسلمان اسکندریه، همه از جای خود برخاستند ...
سپس:
ـ یونسکو او را به خاطر این حرکت انسانی، قهرمان اخلاق اعلام کرد.
ـ وی به عنوان صاحب بهترین اخلاق ورزشی جهان انتخاب شد.
ـ کمیته سازمان‌دهنده به دلیل شایستگی، مدال طلای افتخاری را به وی اعطا کرد.
ـ او نام خود را در سرتاسر جهان رقم زد؛
ـ «ژاپنی‌ها» هم او را مورد احترام قرار دادند، در سفر به کشور ژاپن، مردم این کشور همچون پادشاهی از او استقبال کردند.
بعد از آن، میلیون‌ها نفر شروع به جستجو درباره این دین بزرگ کردند که به چنین سجایای اخلاقی دستور می‌دهد.